# Mistrzostwa Świata w Łucznictwie 1997
39. Mistrzostwa Świata w Łucznictwie odbyły się między 19 a 23 sierpnia 1997 w Victorii w Kanadzie. Organizatorem była Międzynarodowa Federacja Łucznicza. 

## Medaliści

### Strzelanie z łuku klasycznego
| Konkurencja            | Złoto                                                       | Srebro                                                              | Brąz                                                            |
| Indywidualnie kobiet   | Kim Du-ri                                                   | Cornelia Pfohl                                                      | Kim Jo-sun                                                      |
| Indywidualnie mężczyzn | Kim Kyung-ho                                                | Christophe Peignois                                                 | Jang Yong-ho                                                    |
| Drużynowo kobiet       | Korea Południowa · Kim Du-ri · Kim Jo-sun · Kang Hyun-ji    | Ukraina · Jelena Sadownitczaja · Lina Herasymenko · Tatiana Muntain | Turcja · Deniz Gunay · Zehra Öktem · Elif Altınkaynak           |
| Drużynowo mężczyzn     | Korea Południowa · Kim Kyung-ho · Jang Yong-ho · Kim Bo-ram | Norwegia · Martinus Grov · Bård Nesteng · H. Håkonsen               | Rosja · Bałżynim Cyrempiłow · Dmitrij Paltczech · Juri Leontiew |

### Strzelanie z łuku bloczkowego
| Konkurencja            | Złoto                                                          | Srebro                                                                 | Brąz                                                           |
| Indywidualnie kobiet   | Fabiola Palazzini                                              | Cathérine Pellen                                                       | Jamie van Natta                                                |
| Indywidualnie mężczyzn | Dee Wilde                                                      | Terry Ragsdale                                                         | Clint Freeman                                                  |
| Drużynowo kobiet       | Włochy · Fabiola Palazzini · Serena Pisaro · Cristina Pernazza | Stany Zjednoczone · Jamie van Natta · Tara Swanney · Michelle Ragsdale | Francja · Cathérine Pellen · Valerie Fabre · Catherine Deburck |
| Drużynowo mężczyzn     | Węgry · Tibor Ondrik · Antal Szokol · Janos Povaszan           | Hiszpania · Juan B. Sancho · Jose I. Catalan · Antonio Cerra           | Kanada · J.C. Lacerte · Brian Bagnall · Andy Fochuk            |

## Klasyfikacja medalowa
| Lp. | Państwo           | Złoto | Srebro | Brąz | Razem |
| 1.  | Korea Południowa  | 4     | 0      | 2    | 6     |
| 2.  | Włochy            | 2     | 0      | 0    | 2     |
| 3.  | Stany Zjednoczone | 1     | 2      | 1    | 4     |
| 4.  | Węgry             | 1     | 0      | 0    | 1     |
| 5.  | Francja           | 0     | 1      | 1    | 2     |
| 6.  | Belgia            | 0     | 1      | 0    | 1     |
| 6.  | Hiszpania         | 0     | 1      | 0    | 1     |
| 6.  | Niemcy            | 0     | 1      | 0    | 1     |
| 6.  | Norwegia          | 0     | 1      | 0    | 1     |
| 6.  | Ukraina           | 0     | 1      | 0    | 1     |
| 11. | Australia         | 0     | 0      | 1    | 1     |
| 11. | Kanada            | 0     | 0      | 1    | 1     |
| 11. | Rosja             | 0     | 0      | 1    | 1     |
| 11. | Turcja            | 0     | 0      | 1    | 1     |